# پارک ملی کوراب کوریتنیک
پارک ملی کوراب کوریتنیک (به لاتین: Korab-Koritnik Nature Park) یک منطقهٔ مسکونی و جنگل در آلبانی است که در Dibër County and Kukës County واقع شده است.